# Klaudia Maruszewska
Klaudia Maruszewska (* 28. August 1997) ist eine polnische Speerwerferin.

## Sportliche Laufbahn
Erstmals international in Erscheinung trat Klaudia Maruszewska beim Europäischen Olympischen Jugendfestival 2013 in Utrecht, bei dem sie in der Qualifikation ausschied, wie auch bei den Olympischen Jugendspielen in Nanjing. 2016 qualifizierte sie sich für die Juniorenweltmeisterschaften in Bydgoszcz, bei denen sie mit 57,59 Meter die Goldmedaille gewann. 2017 belegte sie bei den U23-Europameisterschaften in Bydgoszcz den zehnten Platz.